# Хорошилово (Ярославская область)
Хороши́лово — деревня Назаровского сельского округа Назаровского сельского поселения Рыбинского района Ярославской области .
Деревня расположена в центре сельского поселения, к северу от дороги, ведущей из Рыбинска в Тутаев (по левому берегу Волги), на удалении около 500 м от дороги и 2 км от берега Волги. Деревня стоит на правом, западном берегу небольшого безымянного ручья, теряющегося в расположенном к югу песчаном карьере. На противоположном берегу ручья, непосредственно напротив   Хорошилово стоит деревня Протасово, на том же берегу, но выше по течению на расстоянии около 300 м деревня Маурино. К западу от Хорошилово — обширное поле, за которым на расстоянии около 1,5 км стоят деревни Оборино, Ивановское и центр сельского поселения — Назарово .
Деревня Хорошилова указана на плане Генерального межевания Рыбинского уезда 1792 года. 
На 1 января 2007 года в деревне числилось 10 постоянных жителей . Почтовое отделение, расположенное в центре сельского поселения Назарово обслуживает в деревне 11 домов .